# Müller Vilmos
Müller Vilmos (Szabadka, 1878. május 11. – Budapest, Erzsébetváros, 1945. április 28.) tüdőgyógyász, igazgató főorvos, író, királyi tanácsos, Molnár Jenő (1880–1933) író, hírlapíró bátyja.

## Életpályája
Müller Jakab (Dániel) kereskedő és Goldarbeiter Betti (Borbála) fiaként született szabadkai zsidó családban. Gyermekkorában szüleivel és négy testvérével Szegedre költözött. Középiskolai tanulmányait Milkó Vilmos osztálytársaként a Kegyes-tanítórendiek vezetése alatt álló Szegedi Városi Főgimnáziumban végezte (1887–1895). Tanulmányait a Budapesti Tudományegyetem Orvostudományi Karán folytatta (1895–1899). Legnagyobb hatást tanárai közül Korányi Frigyes tette rá, akit egész életében példaképének tekintett. Orvosi oklevelének megszerzése a II. számú Sebészeti Műtőintézet növendéke lett. 1903 márciusában kinevezték a budafoki Erzsébet-királyné Szanatórium tanársegédjévé. 1903 végén három hónapra Párizsba utazott, ahol újabb ismeretekkel egészítette ki tanulmányait Alexander Marmorek professzornál. Hazatérése után átvette a budapesti „Marmorek-féle szérumoltó intézet” vezetését. Huszonnyolc éves korában a németországi St. Blasieni Szanatórium másodfőorvosa lett, s ekkoriban ismerte meg első feleségét, Georg Mendershausen nagykereskedő, kereskedelmi tanácsos lányát. 1906-ban átvette Tátraházán a tüdőbeteg szanatórium vezetését, melynek két évtizedig igazgató-főorvosa volt. 1914 márciusában a királyi tanácsosi címet adományozták számára a felvidéki kolerajárvány leküzdése körül szerzett érdemei elismeréséül. Az első világháború idején többek között a pécsi helyőrségnél teljesített szolgálatot, s közreműködött a kiütéses tífusz lokalizálásában. Az általa vezetett tátraházi szanatórium – továbbra is a vezetése alatt – hadikórházzá alakult, ahol sebesült magyar, osztrák és német katonákat ápoltak. 1916 novemberében ezredorvossá léptették elő. Később a 42. hadosztály egészségügyi intézetének népfelkelő főorvosának nevezték ki. A háború alatt a fővárosban és az ország nagyobb városaiban hadegészségügyi előadásokat tartott, melyeknek védnökségét Auguszta főhercegnő vállalta el. 1918 márciusában törzsorvosi kinevezést kapott. A háború és Tanácsköztársaság bukása után a szegedi Kossuth Lajos sugárút 4. szám alatt kezdte meg rendelését, s nyaranta a tátraházi szanatóriumot vezette. Az 1920-as évek közepétől nem folytathatta praxisát Tátraházán, amely ekkor már Csehszlovákiához tartozott. 1926-ban elvállalta a Hűvösvölgyi Parkszanatórium vezető főorvosi pozícióját. 1927. október 11-én elindította Az Újság mellékleteként vasárnaponként megjelenő Orvosi Újságot, 1928 márciusában pedig közreműködésével megalakult a Magyar Iskolaszanatórium Egyesület. Az Egyesület és a kultuszminiszter támogatásával Budakeszin megalapította az első magyar iskolaszanatóriumot, melyet a következő évben Vas vármegyében egy újabb követett, s az utána következő évben a Balaton partján is nyílt egy. 1929. május 5-én Kozma Lászlóval közös szerkesztésben havi megjelenésű tudományos folyóiratot indított, a Tuberkulózist. 1935-ben kiadták A belgyógyászat kézikönyvét is, mely később angol és olasz nyelven is megjelent, majd bemutatta a tüdőbetegek kezelésére szolgáló új eszközét és eljárását. 1937 szeptemberében megalapította az Olasz-Magyar Orvosi Társaságot. 1940-ben korhatár miatt nyugalmazták mint tartalékos katonaorvost. 1943-ban jelent meg utolsó ismeretterjesztő könyve, az Ember, beléd látok! A második világháború alatt is folytatta orvosi és ismeretterjesztő tevékenységét. Halálát koszorúér elmeszesedés okozta.
Szépirodalmi tevékenységet is folytatott. Több írása Kristóf István álnéven jelent meg. A New York-i Theatre Guild két drámáját mutatta be.
A Kozma utcai izraelita temetőben nyugszik.

## Családja
Első felesége Mendershausen Helén (1885–1913) volt, akivel 1907 februárjában, Kasselben kötött házasságot. Öt év özvegység után, 1918. június 16-án Hódmezővásárhelyen nőül vette Wilheim Margitot (1892–1934). Harmadik házastársa Grünfeld Gizella (1888–1965) volt, akivel 1937. február 14-én Budapesten, a Terézvárosban házasodott össze.
Gyermekei:
- Müller Edit (1911–?). Férje Kauril Ferenc (1911–?) elektrotechnikus.
- Müller Veronika (1920–1991). Férje Gáspár István (1908–?) női fodrászmester.

## Művei
- Új intézmény a tüdővész leküzdésére. (Ország-Világ, 1903, 50.)
- A Marmorek-féle serumtherapia, esetek kapcsán. (Gyógyászat, 1904, 11.)
- Klinikai Recipe Könyv. Szerk. (Budapest, 1903, 2. bővített kiadás. Budapest, 1907)
- Lues és tuberculosis. (Gyógyászat, 1909, 1.)
- Csodatevők. Budapest, 1932
- Élni akarunk. Budapest, 1934
- Ember; segíthetsz magadon! Írta Josef Löbel. Ford. Budapest, 1934
- Elbeszélések az orvosok világából. Budapest, 1934
- A belgyógyászat kézikönyve. Szerk. 1-2. köt. Budapest, 1935
- Klinikai diagnosztika. Szerk. Budapest, 1937
- Klinikai therapia. Szerk. 1. kötet. Budapest, 1940

### Drámai
- A király és a hercegnő. Szimbolikus dráma 3 felvonásban. Bemutató: 1922. november 28., Prágai Német Színház
- Szent György-éji varázs. Romantikus színmű 3 felvonásban. Bemutató: 1924. március 5., Szeged

## Díjai, elismerései
- Koronás arany érdemkereszt a vitézségi érem szalagján (1915)
- Vöröskereszt tiszti jelvénye (1915)